# 利安得冰川
71°56′S 167°41′E / 71.933°S 167.683°E
利安得冰川（英語：Leander Glacier）是南極洲的冰川，位於維多利亞地的博克格雷溫克海岸，處於阿德默勒爾蒂山脈，最終注入塔克冰川，現時由南極條約體系管理。